# Поликлиника
Поликлиниката (от старогръцки: πόλι – много, от старогръцки: κλινική – лечение) е многопрофилно (по-често) или специализирано (по-рядко) лечебно-профилактично заведение за оказване на нестационарна (амбулаторна, извънболнична) медицинска помощ (диагностика, лечение, наблюдение) на болни.
Най-често са самостоятелни здравни заведения, но могат да бъдат интегрирани в болничен комплекс. Осигуряват медицински услуги на болни, които не е необходимо да бъдат настанявани в болница или друг стационар. Многопрофилните поликлиники се състоят най-общо от лекарски кабинети по основните медицински специалности, докато специализираните заведения предлагат услуги в конкретна област. Разполагат с медико-диагностични лаборатории.
Според обхвата и предназначението им поликлиниките могат да носят уточняващи имена: окръжни, градски, районни, ведомствени, работнически, гарнизонни, курортни, стоматологични, детски, гериатрични и пр.
В края на 1990-те години поликлиниките в България са преименувани на диагностично-консултативни центрове (ДКЦ), някои от които също ползват уточняващи имена. Дейността им се регламентира от Закона за лечебните заведения, обнародван в ДВ, бр. 62 от 9 юли 1999 г.